# モーリーン・レーガン
モーリーン・エリザベス・レーガン（Maureen Elizabeth Reagan, 1941年1月4日 - 2001年8月8日）は、アメリカ合衆国の活動家である。第40代アメリカ合衆国大統領のロナルド・レーガンとその最初の妻で女優のジェーン・ワイマンの長女である。弟のマイケル・レーガン、父の後妻のナンシー・レーガンとのあいだに生まれた異母妹のパティ・デイヴィスと異母弟のロン・レーガンがいる。

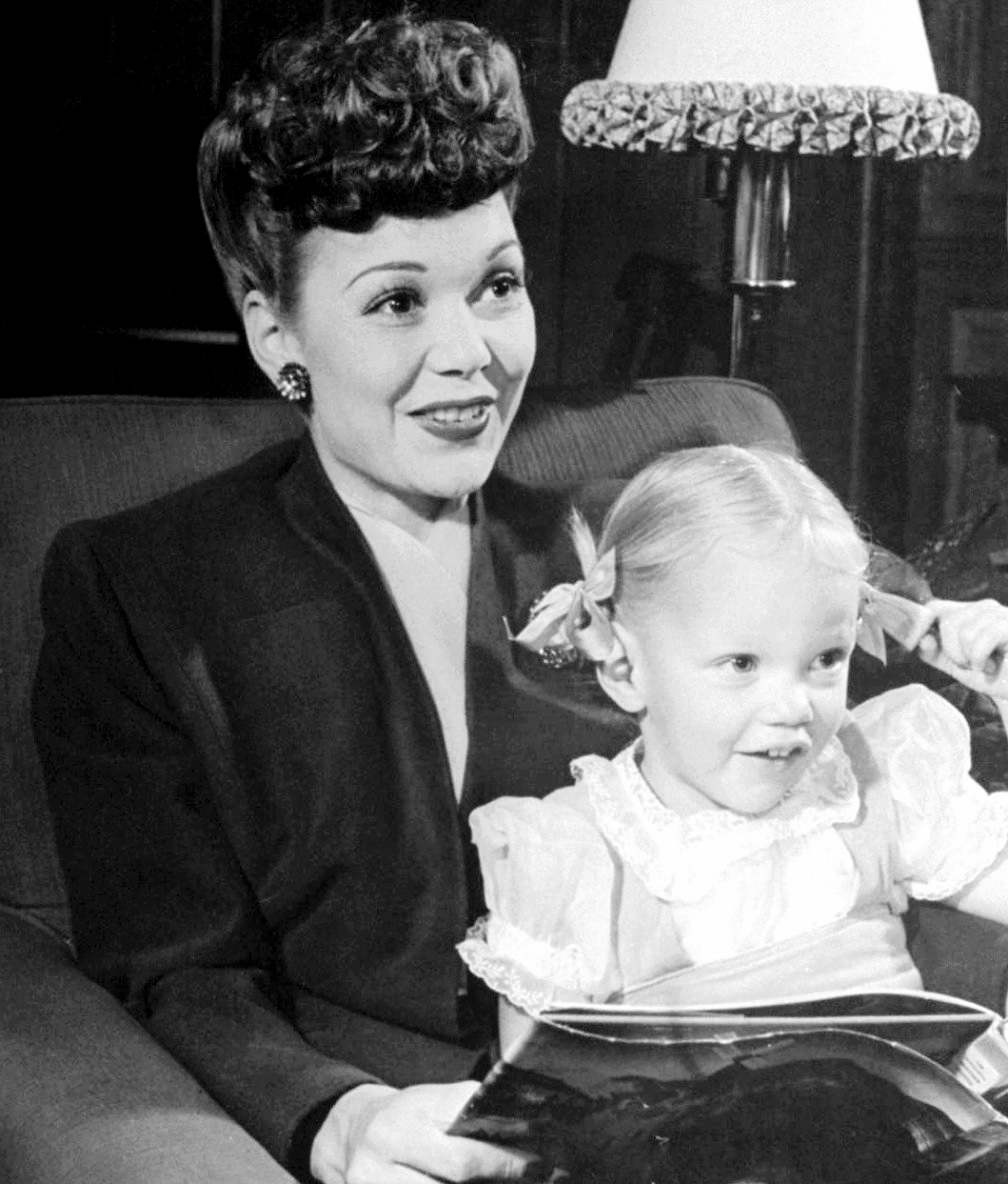
レーガンとその母のジェーン・ワイマン（1944年）

## 生い立ち
レーガンは1941年1月4日にカリフォルニア州ロサンゼルスで生まれた。1958年にニューヨーク州タリータウンのメリーマウント・セカンダリー・スクールを卒業し、バージニア州のメリーマウント大学に短期間通った。彼女はウォーカー&ダンロップで働き、1959年にはミス・ワシントン大会に参加した。
彼女には妹のクリスティンがいたが、生後まもなく亡くなった。

### 女優経験
若年期のレーガンは女優としてのキャリアを積み、エルヴィス・プレスリー主演の映画『キッスン・カズン』（1964年）などに出演した。

## 政治的活動
レーガンは大統領の子女としては史上初めて共和党全国委員会の共同委員長に選出された。しかしながら彼女の政界への挑戦はいずれも失敗に終わった。彼女は1982年のカリフォルニア州の連邦上院議員選挙（最終的にピート・ウィルソンが当選）と1992年のカリフォルニア州の連邦下院議員選挙に出馬したが、どちらも落選に終わった:77–78。
モーリーン・レーガンはいくつかの重要な問題で父とは見解が異なっていた。母の改宗に伴い、彼女はローマ・カトリックとして育てられたが、妊娠中絶については賛成派だった:77。彼女はまたオリバー・ノースは軍法会議にかけられるべきだと考えていた。
1994年に父がアルツハイマー病と診断されると彼女はアルツハイマー病協会の理事に就任し、スポークスウーマンとして活動した。晩年にメラノーマで入院している間、モーリーンは父の病室とは数階しか離れていなかった。

## 私生活
1960年、父のロナルド・レーガンは反共主義の情報提供者として働いていた際に築いたコネクションを利用してモーリーンの恋愛事情の調査をするようにFBIに要請した。FBIは自らを情報源として引用しないことを条件に調査を行い、彼女が警察官である年上の既婚男性と同棲していることを報告した。
モーリーン・レーガンには3度の結婚歴がある:
- ジョン・フィリッポーネ (John Filippone) - 警察官。1961年に結婚し、翌年に離婚した[13]。
- デヴィッド・G・シルズ（英語版） (David Sills) - 法律家・海兵隊員。1964年2月28日に結婚し、1967年に離婚した[13]。
- デニス・C・レヴェル (Dennis C. Revell) - 広告会社のレヴェル・コミュニケーションズのCEO。1981年4月25日に結婚した[13]。夫婦は1994年にウガンダ生まれのマーガレット・"リタ"・ミレンベ・レヴェル（Margaret "Rita" Mirembe Revell）の後見人となり、2001年に養女として迎えた[14][15][16][1]。リタは夫妻が末期癌状態でウガンダを訪問するこも含めて同国政府の必要書類を作成するといった要件を満たせなかったため、養子縁組を促進するための個人手形の恩恵を受けた[1][16][17][18]。

## 死去
レーガンは2001年8月8日にカリフォルニア州グラニット・ベイでメラノーマのために60歳で亡くなった。彼女はカリフォルニア州サクラメントのカルヴァリー・カトリック墓地・霊廟に埋葬された。
生前のレーガンは俳優のデヴィッド・ハイド・ピアースと共にアルツハイマー病協会でボランティア活動を行っていた。2001年8月19日にサクラメントの大聖堂で行われた彼女の葬儀でピアースは弔問客に語りかけ、彼女の病気に対する姿勢を「彼女はレモンを与えられてもレモネードを作ろうとはしなかった。彼女はレモンを受け取って、投げ返して、『そんなことないわよ』と言ったんだ」と振り返った。